# جيسيكا هولمز
جيسيكا هولمز (بالإنجليزية: Jessica Holmes) (و. 1973 – م) هي ممثلة، من كندا، ولدت في أوتوا.

## التعليم
تعلمت في جامعة رايرسون.

## وصلات خارجية
- جيسيكا هولمز على موقع IMDb (الإنجليزية)
- جيسيكا هولمز على موقع ألو سيني (الفرنسية)
- جيسيكا هولمز على موقع أول موفي (الإنجليزية)
- جيسيكا هولمز على موقع قاعدة بيانات الفيلم (الإنجليزية)
- جيسيكا هولمز على موقع كينوبويسك (الروسية)